# Critical Role
(Intro di Matthew Mercer ad ogni episodio.)
Critical Role è una webserie statunitense in cui un gruppo di doppiatori professionisti gioca a Dungeons & Dragons. La serie ha iniziato ad essere trasmessa in streaming a metà della prima campagna del cast nel marzo 2015 e, quando questa è terminata nell'ottobre 2017 col 115º episodio, a gennaio 2018 è iniziata la seconda, conclusasi a giugno 2021 dopo 141 episodi. Nei periodi di pausa tra le campagne sono stati trasmessi vari one-shot nonché la serie limitata Exandria Unlimited da giugno ad agosto 2021. La terza campagna è invece stata trasmessa dal 21 ottobre 2021 al 6 febbraio 2025.
La serie va in onda ogni giovedì alle 19:00 (PDT) sugli omonimi canali Twitch e YouTube; i video on demand (VOD) sono disponibili agli abbonati Twitch subito dopo la trasmissione e vengono successivamente pubblicati su sito web e canale YouTube ufficiale il lunedì successivo. Prima della pandemia di COVID-19 lo show era trasmesso in diretta, ma dopo aver ripreso la trasmissione con l'episodio 100 della seconda campagna ha iniziato a essere preregistrato.
Il cast detiene la proprietà intellettuale della serie, che dà nome anche al loro studio di distribuzione: la Critical Role Productions la quale, oltre allo show, produce le rubriche Critical Recap e Talks Machina, anch'esse trasmesse su YouTube. Sono inoltre state pubblicate numerose opere basate sulla serie, tra cui diversi fumetti e due guide ufficiali al mondo di gioco in cui sono ambientate le varie campagne. La prima campagna di Critical Role è stata adattata in una serie animata, La leggenda di Vox Machina, trasmessa dal 28 gennaio 2022.

## Sviluppo
Critical Role è uno show in streaming in cui il cast interpreta una campagna di Dungeons & Dragons scritta da Matthew Mercer, che funge da Dungeon Master per gli altri sette membri.
La prima campagna del gruppo è iniziata due anni prima dell'inizio della serie quando, per il compleanno di Liam O'Brien, hanno fatto una partita semplificata della quarta edizione di Dungeons & Dragons; all'epoca O'Brien faceva da direttore del doppiaggio per Mercer su Resident Evil 6 e quest'ultimo aveva tentato più volte di convincerlo a fare una giocata di ruolo con lui, tuttavia O'Brien aveva sempre rifiutato in quanto appena diventato padre per la seconda volta. Dopo aver accettato di fare una sessione per il suo compleanno con la maggior parte del cast presente tuttavia, si divertirono tutti a tal punto da decidere di proseguirla cambiando però manuale ed utilizzando Pathfinder. O'Brien ha inoltre parlato della campagna a Ashley Johnson mentre lavoravano a The Last of Us invitandola alla seconda sessione. La campagna del gruppo è durata per due anni, nel corso del quale il gruppo si ritrovava ogni sei settimane circa e giocava fino a 8 ore per volta.
Tempo dopo Felicia Day venne a sapere dalla Johnson della sua campagna GDR casalinga e avvicinò il gruppo chiedendogli di giocarla in un formato live-streaming per Geek & Sundry, che inizialmente avrebbe voluto farli passare dal tavolo a un videogioco durante i vari combattimenti. Mercer tuttavia si è opposto insistendo per continuare a usare diorami e miniature come avevano sempre fatto, inoltre l'intero gruppo ha giurato che avrebbero interrotto la trasmissione nel caso in cui questa avesse compromesso in qualunque modo il loro divertimento durante le giocate. Geek & Sundry ha dunque ospitato la serie fino a febbraio 2019. Per semplificare il regolamento del gioco in vista dello show, il manuale è stato nuovamente cambiato passando da Pathfinder alla quinta edizione di D&D, con relative modifiche alle schede dei personaggi prima di iniziare la trasmissione il 12 marzo 2015. Inizialmente il cast era composto da otto membri oltre al DM, ma Orion Acaba ha lasciato la serie a seguito dell'episodio 27 della prima campagna, sebbene il suo personaggio, Tiberius Stormwind, sia successivamente comparso nel prequel a fumetti Critical Role: Vox Machina Origins.
I fan della serie sono chiamati "Critters", nome suggerito da O'Brien durante la sessione di Q&A alla fine dell'episodio 10 della prima campagna e già molto popolare nella chat all'epoca.

## Critical Role Productions
La compagnia di produzione ufficiale del gruppo, la Critical Role Productions LLC, è stata fondata ufficialmente nel 2015, con Travis Willingham in veste di amministratore delegato, Matthew Mercer come direttore creativo capo, Marisha Ray come direttrice creativa, Ed Lopez in qualità di direttore operativo, Rachel Romero vicepresidente del marketing e Ben Van Der Fluit nel ruolo di vicepresidente dello sviluppo aziendale.
Nel giugno 2018, la Critical Role Productions ha lanciato i suoi canali Twitch e YouTube presentando Marisha Ray come direttrice creativa del franchise. La società si è inoltre trasferita nel proprio studio personale nel 2018 iniziando a pubblicare nuovi episodi sui propri canali e trasferendo i set di Critical Role e Talk Machina dagli studios di Legendary Pictures ai loro. Nel febbraio 2019, Critical Role ha ufficializzato la sua separazione da Geek & Sundry e Legendary Digital Networks con una trasmissione in diretta andata in onda esclusivamente sui loro canali, evento a seguito del quale la compagnia ha assunto la responsabilità di produzione unica dello show. Tuttavia alcuni episodi - l'intera prima campagna e i primi 19 della seconda - sono rimasti disponibili in archivio sui canali YouTube e Twitch di Geek & Sundry, fino al 2019, quando i vecchi contenuti del canale di Geek & Sundry hanno iniziato a venire progressivamente migrati a quello di Critical Role.
Il 4 marzo 2019, Critical Role ha lanciato una campagna Kickstarter per raccogliere i fondi necessari alla realizzazione di un corto animato di 22 minuti intitolato Critical Role: The Legend of Vox Machina Animated Special. Il 19 aprile 2019, dopo la chiusura del Kickstarter, la cifra totale raccolta è stata di $11,3 milioni, permettendo così di trasformare lo speciale animato inizialmente previsto in una serie di dieci episodi; la campagna di raccolta fondi è stata inoltre tra le finanziate più rapidamente nella storia di Kickstarter oltre che la più finanziata per progetti televisivi o cinematografici. Nel novembre 2019, Amazon Prime Video ha acquistato i diritti per lo streaming di La leggenda di Vox Machina commissionando 14 episodi aggiuntivi, di cui due per la prima stagione e una seconda di 12 episodi. Il progetto, originariamente previsto per fine 2020, è stato rimandato a causa della pandemia di COVID-19 per poi debuttare il 28 gennaio 2022.
Una fuga di dati di Twitch avvenuta a ottobre 2021 ha rivelato che Critical Role è uno dei canali coi guadagni più alti della piattaforma, con un pagamento diretto totale di $9.626.712 lordi per abbonamenti ed entrate pubblicitarie dal 2019 al 2021. BBC News ha tuttavia commentato che è improbabile che tale elenco di pagamenti riporti le tasse pagate sul reddito, specificando che: «molti, se non tutti, questi top streamer sono effettivamente delle operazioni mediatiche su larga scala, coi rispettivi dipendenti e spese aziendali, quindi le cifre elencate non rappresentano la "paga da portare a casa"». Business Insider ha poi sottolineato che: «Critical Role è diventato una vera e propria società mediatica. [...] La loro pagina LinkedIn elenca i dipendenti in ruoli come marketing, sviluppo aziendale, fotografia, editing e persino una persona responsabile di tenere traccia della lore e dei dettagli del suo mondo fantasy».
Riguardo al potenziale impatto dello sciopero SAG-AFTRA del 2023 sullo show, Critical Role ha dichiarato: «sosteniamo pienamente lo sciopero e siamo solidali con i nostri colleghi attori. Attualmente, il nostro programma di rilascio non è influenzato dallo sciopero, ma continueremo a valutare e ad adottare le misure necessarie qualora dovesse essere influenzato in futuro».

### Beacon
Nel maggio 2024, Critical Role Productions ha lanciato il suo servizio di streaming in abbonamento, Beacon con la trasmissione di Critical Role e dei VOD disponibili per gli abbonati della piattaforma. Hanno annunciato una nuova programmazione per Beacon che include show correlati alla serie principale: "Critical Role Cooldown", disponibile esclusivamente su Beacon, un aftershow immediato con il cast ancora al tavolo in onda dopo ogni episodio di Critical Role, "Critical Role Abridged", disponibile per l'accesso anticipato sulla piattaforma, che condensa e semplifica gli episodi di Critical Role in 60-90 minuti a partire dalla terza campagna, Cheryl Teh di Business Insider ha affermato che «Beacon essenzialmente offre alle persone ciò che ottengono con un abbonamento a Twitch: accesso immediato ai VOD dei loro live streaming, ma con alcuni vantaggi aggiuntivi».

## Produzione

### Format
Critical Role è un misto tra uno show settimanale e uno streaming di modern gaming su Twitch. Ogni episodio dura in media da tre a cinque (in alcuni casi sei) ore e viene trasmesso in diretta streaming sui canali Twitch e YouTube di Critical Role tutti i giovedì con possibili interruzioni annunciate in media almeno una settimana prima della trasmissione. I VOD vengono resi disponibili per gli abbonati al canale Twitch subito dopo la messa in onda per poi essere ricaricati il lunedì successivo sul canale YouTube, dove è possibile guardarli gratuitamente. A partire dalla terza campagna, i nuovi episodi della serie vengono pubblicati solamente l'ultimo giovedì del mese, mentre le altre settimane vengono trasmessi altri contenuti dello studio mantenendo la fascia oraria delle 19:00. A febbraio 2024 è stata aggiunta l'opzione di accesso al VOD subito dopo la messa in onda sul canale YouTube per gli abbonati al canale. A maggio 2024, Critical Role ha iniziato a trasmettere anche sul proprio servizio di streaming, Beacon, con accesso ai VOD subito dopo la messa in onda per gli abbonati Beacon. Queste piattaforme aggiuntive non hanno avuto alcun impatto ne sulla distribuzione su Twitch ne sui VOD disponibili poi a titolo gratuito su YouTube.
Critical Role ha incluso pubblicità dall'ottobre 2015, con sponsorizzazioni annunciate all'inizio di ogni episodio che solitamente compaiono anche nella sovrapposizione visiva dello show. Generalmente l'incaricato della lettura di queste pubblicità è attribuita a Sam Riegel e in merito a ciò l'accademico Jan Švelch ha commentato che «l'approccio comico di Riegel agli annunci di sponsorizzazione, che spesso coinvolge solo scenette vagamente correlate, è diventato una gag ricorrente di Critical Role» evidenziando come «le sponsorizzazioni più importanti includono collaborazioni a lungo termine con D&D Beyond, Wyrmwood (tavoli da gioco e porta-dadi) e Dwarven Forge (diorami e miniature)». In aggiunta, alcuni episodi di Critical Role sono serviti anche come raccolta di beneficenza per supportare organizzazioni senza scopo di lucro quali il St. Jude Children's Research Hospital, la no-profit di supporto agli studenti 826LA, la Extra Life e Medici senza frontiere.

### Riprese e scenografia
Matt Jarvis, sulla rivista britannica Tabletop Gaming, ha evidenziato «ciò che è cambiato in modo significativo, persino dagli inizi di Critical Role, sono i suoi valori di produzione. La qualità audio e video dei primi episodi [...] è stata perfezionata con luci, microfoni e set professionali». Il cast giocava attorno a un tavolo condiviso quando la campagna era casalinga, tuttavia dopo aver iniziato a giocare in streaming sul set di Geek & Sundry, sono stati separati su tre tavoli. Il set, soprannominato "Felicia's Bedroom", aveva numerosi problemi tecnici, tra cui l'audio scadente, le telecamere che bloccavano la visuale dei giocatori e delle lunghe distanze tra i tavoli. O'Brien ha dichiarato che «sembrava il diorama di un progetto scolastico per bambini». La distanza ha anche reso difficile per il cast vedere le mappe di battaglia. Lo show si è spostato su un altro set a inizio riprese, che presentava uno sfondo "pietroso e malinconico". Nel luglio 2017 al set è stato aggiunto un tavolo personalizzato per consentire al cast di sedersi assieme realizzato su un progetto di Wyrmwood per fare in modo che il cast possa "vedersi e interagire tra loro" mentre vengono filmati da più lati. Mercer è posizionato dietro uno schermo del gamemaster con spazio per gli appunti nella parte interna; al centro del tavolo, c'è un'area per le miniature e le mappe utilizzate in combattimento. Critical Role era inizialmente girato presso Geek & Sundry, ma nel giugno 2018 si poi è trasferito in un proprio studio. Dal 2016 al 2019, Critical Role è stato disponibile anche sulla piattaforma Alpha di Legendary Digital in una versione chepresentava una serie di "miglioramenti" digitali tra cui «schede dinamiche speciali dei personaggi in tempo reale, animazioni di danni e cure e visualizzazioni». Tale versione non è più disponibile in quanto Alpha è stato chiuso a marzo 2019.
Prima della pandemia di COVID-19, lo spettacolo era trasmesso in diretta ma, dopo aver ripreso le trasmissioni con l'episodio 100 della seconda campagna, ha iniziato ad essere preregistrato mantenendo tale formato anche nella campagna successiva. Lo show è ripreso in formato multi-camera simultaneo con due telecamere sui giocatori e una terza su Mercer, il Dungeon Master, i cui feed sono "disposti in un'unica finestra" per il pubblico; inoltre, «una quarta 'Battle Cam' può essere attivata quando necessario, per mostrare un primo piano delle miniature e dei modelli utilizzati per il combattimento nel gioco». L'approccio composito era una novità all'epoca ma più comunemente visto negli e-sport, prima di alloga gli spettacoli di gioco dal vivo in genere utilizzavano obiettivi grandangolari nel tentativo di includere l'intera tabella. Il formato composito è arrivato a dominare il genere verso la fine degli anni 2010. Em Friedman di Polygon ha commentato che mostrare tutti gli angoli di un tavolo, simultaneamente e in diretta, significava che le reazioni dei giocatori diventavano «una parte significativa dell'esperienza del pubblico, portando ad alcuni dei momenti più memorabili dello show».
La sponsorizzazione di D&D Beyond, a partire dalla première della seconda campagna, ha avuto un impatto immediato «nello spazio fisico del tavolo da gioco» poiché i giocatori «ora avevano dei tablet davanti a loro, che consentivano loro di accedere a una versione digitale delle loro schede dei personaggi». Tuttavia le varie "componenti analogiche", dai diari dei giocatori a dadi e lancia-dadi sono "rimasti sul tavolo". In un saggio nel libro del 2021 Watch Us Roll, l'accademica Robyn Hope ha evidenziato come il semplice layout del live streaming sia stato riprogettato nel tempo: «In vari momenti mostrava anche sponsor, un feed live della chat di Twitch, gli handle Twitter del giocatore e informazioni di combattimento. Tuttavia, con il progredire dello show, questo testo in eccesso è stato eliminato: ora, ogni giocatore ha una targa con nomi, classi e ritratti dei propri personaggi mentre, a parte il blocco obbligatorio per le pubblicità degli sponsor, non c'è quasi nessun altro testo aggiuntivo. Anche il set fisico è diventato più semplice. Nei primi episodi, i giocatori sedevano di fronte a una lavagna e a delle librerie; queste sono state poi sostituite con una facciata di pietra, legno e lanterne elettriche.»
Un nuovo set, progettato dai designer professionisti di parchi di divertimento Shaun Ellis e Polly Hodges, è stato costruito per la terza campagna nel 2021. Il cast non è più diviso in tavoli individuali socialmente distanziati, ma è tornato invece a un tavolo comune come prima della pandemia. Il tavolo Wyrmwood è stato sostituito con un nuovo tavolo da gioco personalizzato includendo anche scenografie, musica, luci, effetti e audio migliorati, assegnando ad ogni giocatore un microfono individuale.
I membri di Critical Role hanno giocato in teatro per un pubblico dal vivo in dieci occasioni. Il decimo spettacolo dal vivo è stato il primo ad aver luogo a livello internazionale, all'OVO Wembley Arena di Londra. In occasione del decimo anniversario della trasmissione dello show nel 2025, Critical Role ha inoltre annunciato un tour dal vivo in varie città degli Stati Uniti e dell'Australia. La première della terza campagna è stata trasmessa in simulcast nei Cinemark Theatres oltre che su Twitch e YouTube, similmente, il 17º episodio della terza campagna è stato trasmesso in diretta al Cinemark Theatres, al Landmark Theatres e a Cinépolis insieme al regolare live streaming come parte della celebrazione del loro settimo anniversario.

### Podcasts
Nel centesimo episodio di Critical Role è stato annunciato il lancio di un omonimo podcast consistente in una versione audio delle sessioni di gioco e reso disponibile su iTunes, Spotify, Google Play Music e sul sito web di Geek & Sundry. Gli episodi podcast della prima campagna sono stati rilasciati in lotti da 10-15 l'uno tra l'8 giugno 2017 e l'8 gennaio 2018. Ascoltata a velocità 1,5X la prima campagna richiederebbe un tempo complessivo di 298 ore, mentre a velocità 2X circa 224 ore. Dall'inizio della seconda campagna, gli episodi del podcast sono stati rilasciati ogni giovedì successivo alla trasmissione su Twitch degli episodi regolari. A partire da maggio 2024, il podcast è disponibile il giorno stesso del rilascio per gli abbonati Beacon.
Nell'aprile 2022, Critical Role ha firmato un accordo pluriennale che garantisce a Sirius XM "vendite pubblicitarie in tutto il mondo". L'accordo prevede inoltre che la sussidiaria podcast di Sirius XM, Stitcher, distribuisca lo show su tutte le piattaforme podcast.

## Personaggi e interpreti

### Principali

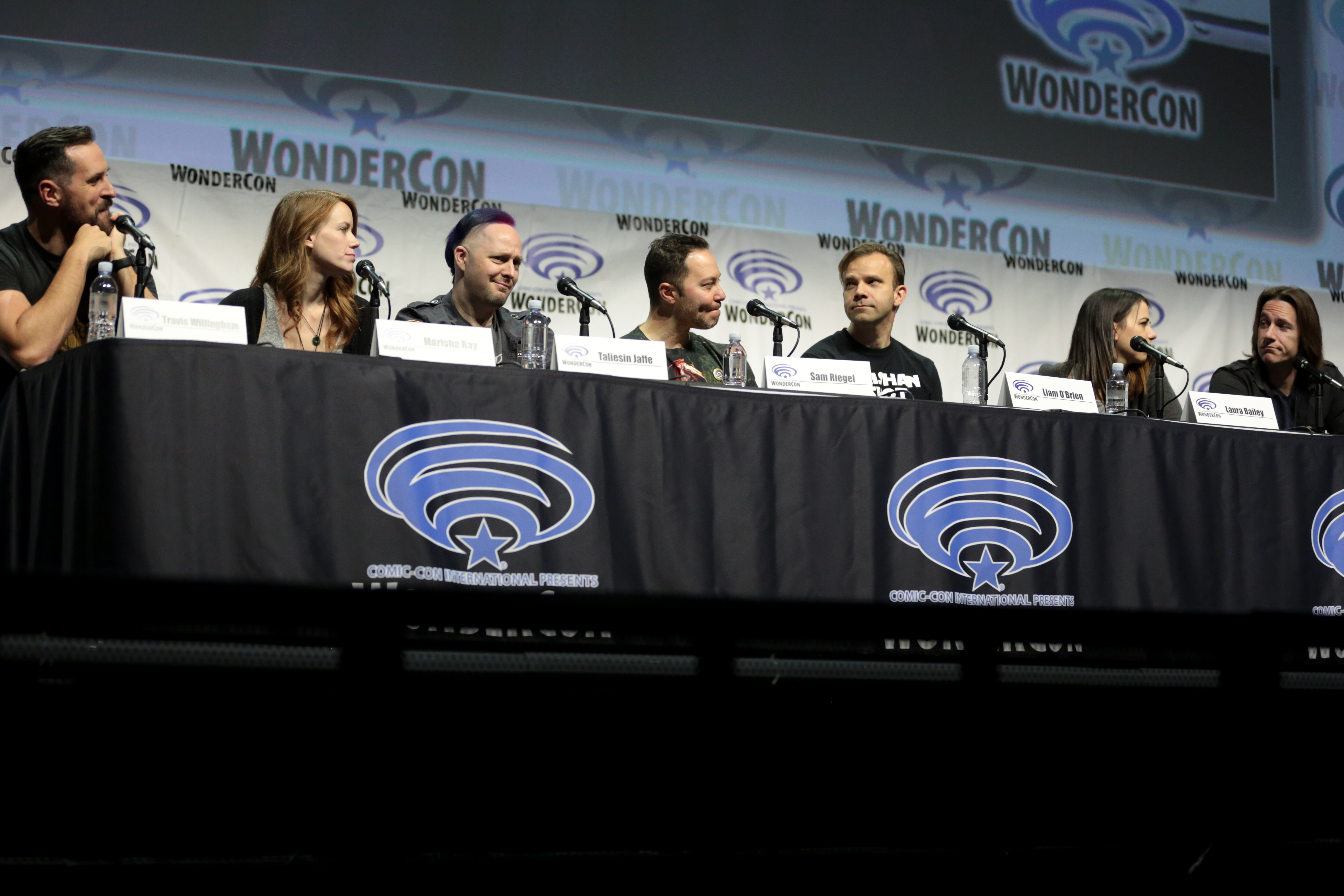
Alcuni membri del cast, da sinistra: Willingham, Ray, Jaffe, Riegel, Bailey e Mercer.

Dall'ottobre 2015, il cast di Critical Role è composto da otto membri, ricorrenti in ogni campagna dello show eccezion fatta per la serie limitata Exandria Unlimited che ha visto un Master differente ed un cast espanso.
- Matthew Mercer:[7]
  - Dungeon Master (Campagna 1, 2, 3)[18]
  - Dariax Zaveon - nano stregone (Exandria Unlimited)
- Ashley Johnson:[7]
  - Pike Trickfoot - gnoma chierica (Campagna 1)[18]
  - Yasha Nydoorin - aasimar barbara (Campagna 2)[18]
  - Fearne Calloway - fauna druida / ladra (Exandria Unlimited, Campagna 3)[108]
- Travis Willingham:[7]
  - Grog Strongjaw - goliath barbaro / guerriero (Campagna 1)[18]
  - Sir Bertrand Bell - umano guerriero ("The Search for Grog", Campagna 3)[108]
  - Fjord Stone - mezzorco warlock / paladino (Campagna 2)[18]
  - Chetney Pock O'Pea - gnomo / lupo mannaro ladro / cacciatore del sangue (Campagna 3)[109][110]
- Laura Bailey:[7]
  - Vex'ahlia "Vex" Vessar-de Rolo - mezzelfa ranger / ladra (Campagna 1)[18]
  - Jester Lavorre - tiefling chierica (Campagna 2)[18]
  - Imogen Temult - umana strega (Campagna 3)[108]
- Liam O'Brien:[7]
  - Vax'ildan "Vax" Vessar - mezzelfo ladro / paladino / druido (Campagna 1)[18]
  - Lieve'tel Toluse - elfo chierico ("The Search for Grog")
  - Derrig - mezzelfo guerriero ("Dalen's Closet")
  - Caleb Widogast / Bren Aldric Ermendrud - umano mago (Campagna 2)[18]
  - Orym degli Ashari dell'Aria - halfling guerriero (Exandria Unlimited, Campagna 3)[108]
- Taliesin Jaffe:[7]
  - Percival "Percy" Fredrickstein von Musel Klossowski de Rolo III - umano pistolero (Campagna 1)[18]
  - Mollymauk "Molly" Tealeaf / Kingsley Tealeaf - tiefling cacciatore del sangue (Campagna 2; ep. 1–26 e 140-141)[18]
  - Caduceus Clay - firbolg chierico (Campagna 2; ep. 28-141)[18]
  - Ashton Greymoore - genasi della terra barbaro (Campagna 3)[108]
- Marisha Ray:[7]
  - Keyleth degli Ashari dell'Aria - mezzelfa druida (Campagna 1)[18]
  - Beauregard "Beau" Lionett - umana monaca (Campagna 2)[18]
  - Laudna / Matilda Bradbury - vuota warlock / strega (Campagna 3)[108]
- Orion Acaba:[7]
  - Tiberius Stormwind - dragonide stregone (Campagna 1)[18]
- Sam Riegel:[7]
  - Scanlan Shorthalt - gnomo bardo (Campagna 1; tranne ep. 86-98)[18]
  - Taryon "Tary" Gary Darrington - umano artefice (Campagna 1: ep. 85-102 e "Dalen's Closet")[18]
  - Nott the Brave / Veth Brenatto - goblin / halfing ladra / maga (Campagna 2)[18]
  - Fresh Cut Grass - automa chierico (Campagna 3)[108]
  - Braius Doomseed - minotauro paladino / bardo (Campagna 3)[111]

### Ospiti
Nel corso dei vari episodi della campagna, Critical Role ha avuto diversi ospiti il cui ruolo, nella maggior parte dei casi, si limita a sporadiche apparizioni o ad un breve ciclo di episodi.
Campagna 1:
- Felicia Day (Lyra - umana strega)[112]
- Mary Elizabeth McGlynn (Zahra Hydris - tiefling warlock)[112]
- Wil Wheaton (Thorbir Falbek - nano guerriero)[112]
- Will Friedle (Kashaw Vesh - umano chierico)[112]
- Kit Buss (Lillith Anioska Daturai - tiefling strega)[112]
- Jason C. Miller (Garthok - mezzorco ladro)[112]
- Chris Hardwick (Gern Blanston - dragonide stregone)[112]
- Chris Perkins (Shale - goliath guerriera)[112]
- Patrick Rothfuss (Kerrek - umano paladino)[112]
- Noelle Stevenson (Tova - nana / orsa mannara cacciatrice del sangue)[112]
- Jon Heder (Lionel "Chod" Gayheart - mezzorco bardo / barbaro)[112]
- Darin De Paul (Ethrid "Sprigg" Brokenbranch - gnomo ladro)[112]
- Joe Manganiello (Arkhan il Crudele - dragonide paladino / barbaro)[112]

Campagna 2:
- Khary Payton (Shakäste - umano chierico)[112]
- Mark Hulmes (Calianna - mezzelfa strega)[112]
- Ashly Burch (Keg - nana guerriera)[112]
- Sumalee Montano (Nila - firbolg druido)[112]
- Chris Perkins (Spurt - coboldo inventore)[112]
- Deborah Ann Woll (Twiggy - gnoma mistificatrice arcana)[112]
- Mica Burton (Reani - aasimar druida)[112]

Campagna 3:
- Erika Ishii (Yu Suffiad / Dusk - changeling warlock)[113]
- Christian Navarro (F.R.I.D.A. - automa guerriero / ladro / chierico)[114]
- Aabria Iyengar (Deanna Leimert - gnoma chierica)[114]
- Aimee Carrero (Deni$e Bembachula - nana barbara / ladra)[115]
- Utkarsh Ambudkar (Bor'Dor Dog'Son - mezzelfo stregone)[115]
- Emily Axford (Prism Grimpoppy - shadar-kai mago)[115]
- Noshir Dalal (l'Emissario - genasi della terra barbaro)[116][117]
- Nick Marini (Ayden - umano barbaro / druido / chierico / paladino)[116][117]
- Abubakar Salim (S.I.L.A.H.A. - automa stregone /warlock)[116][117]

Exandria Unlimited:
- Aabria Iyengar (Dungeon Master)
- Anjali Bhimani (Fy’ra Rai - genasi del fuoco monaco)[118][119]
- Robbie Daymond (Dorian Storm - genasi dell'aria bardo; Campagna 3)[108]
- Aimee Carrero (Opal - umana warlock)
- Erica Lindbeck (Morrighan Ferus - lagomore ladra)[120]

## Episodi
La trama di Critical Role si sviluppa in campagne costituite da molteplici archi narrativi durante o di intermezzo ai quali i protagonisti si riposano, si riforniscono di strumenti o compiono missioni secondarie; inoltre, il personaggio di ciascun giocatore ha un suo retroscena che può risultare rilevante alla campagna o perfino centrale per gli eventi di un arco narrativo. Sebbene ogni campagna sia incentrata su un differente gruppo di avventurieri, l'ambientazione è sempre uno dei vari continenti di Exandria, il mondo immaginario ideato da Mercer.
| Campagne         | Episodi | Pubblicazione originale |
| ---------------- | ------- | ----------------------- |
| Prima campagna   | 115     | 2015-2017               |
| Seconda campagna | 141     | 2018-2021               |
| Terza campagna   | 121     | 2021-2025               |

### Episodi speciali

#### Exandria Unlimited
Exandria Unlimited è una serie limitata da otto episodi esordita il 24 giugno 2021 ed ambientata nella città di Emon, nel continente di Tal'Dorei 30 anni prima degli eventi della prima campagna e 10 anni dopo quelli della seconda. Nella serie Aabria Iyengar veste i panni di Dungeon Master al posto di Mercer, che invece è uno dei giocatori assieme a Aimee Carrero, Robbie Daymond, Ashley Johnson e Liam O’Brien.
IGN ha riportato che Exandria Unlimited sarebbe stato considerato canonico all'interno della ben più ampia storia di Critical Role e che me avrebbe influenzato gli ambienti e le linee temporali future attraverso la lore, stabilendo che «mentre i fan attendono quello che succederà nella Campagna 3 del cast principale di CR, Unlimited cerca di offrire un nuovo piano d'osservazione nel mondo di Exandria». Per quanto riguarda l'ideazione di una serie limitata, Iyengar ha dichiarato: «È la cosa perfetta perché crea questa sorta di bisturi narrativo. È un tipo molto diverso di narrazione in un contesto familiare».
A marzo 2022, è stata annunciata un'avventura in due parti sequel della serie limitata: Exandria Unlimited: Kymal, rilasciato tra il 31 marzo e il 1º aprile dello stesso anno. La miniserie vede protagonista Dorian Storm, tornato dai suoi compagni dopo aver preso parte agli eventi dei primi quattordici episodi della terza campagna. Daymond, Mercer, Carrero e Iyengar hanno ripreso nuovamente i rispettivi ruoli, assieme a Anjali Bhimani - già apparsa come guest star nella serie limitata - e Erica Lindbeck.
La seconda stagione, intitolata Exandria Unlimited: Calamity, ambientata nell'Era dell'Arcanum – un'epoca 1,500 anni precedente alle vicende di Critical Role, è stata rilasciata dal 26 maggio al 26 giugno 2022 con Brennan Lee Mulligan in veste di Dungeon Master e Iyengar, Ray, Riegel e Willingham come giocatori assieme a Lou Wilson e Luis Carazo.

#### The Re-Slayer's Take
Podcast di gioco di ruolo dal vivo per tutte le età ambientato a Exandria e incentrato su un gruppo di avventurieri respinti dal gruppo di cacciatori di mostri The Slayer's Take. Canonica per le campagne principali e basata sul sistema di gioco di Dungeon & Dragons, la serie vede George Primavera e Nick Williams in veste di Dungeon Master e Jasmine Bhullar, Jasper William Cartwright, Caroline Lux e Jasmine Chiong come giocatori. Viene trasmessa dal 24 maggio 2024 con possibilità di anteprima per gli iscritti di Beacon.

#### One-shot
Al posto degli episodi della campagna principale, occasionalmente il cast presenta delle partite one-shot - storie autoconclusive sviluppate in un unico episodio della durata di tre o quattro ore circa. Una one-shot può venire descritta come l'equivalente GDR di un racconto. Molte delle one-shot di Critical Role sono canonicamente parte della trama sviluppata dalla campagna principale e percorrono eventi che hanno luogo fuori da essa pur avendo per protagonisti alcuni dei personaggi principali:
- "The Search for Grog" (22 febbraio 2019)
- "The Search for Bob" (23 giugno 2019)
- "Dalen's Closet" (29 agosto 2019)
- "The Adventures of the Darrington Brigade" (29 novembre 2019)
- "The Mighty Nein Reunited Part 1 – Unfinished Business" (17 novembre 2022)
- "The Mighty Nein Reunited Part 2 – Uk'otoa Unleashed" (1º dicembre 2022)
- "The Mighty Nein Reunion: Echoes of the Solstice" (26 ottobre 2023)

Altre one-shot hanno una relazione tangenziale con la campagna in corso in quanto si svolgono comunque nel mondo di Exandria ma presentano personaggi differenti in contesti narrativi di scala ed entità minore, seppur comunque canoniche:
- "Critical Role Q&A and Battle Royale!" I (25 febbraio 2016) & II (26 maggio 2016)
- "The Return of Liam" (1º settembre 2016)
- "Bar Room Blitz" (31 agosto 2017)
- "Grog's One-shot" (2 novembre 2017)
- "Marisha's Honey Heist" (9 novembre 2017)
- "Epic Level Battle Royale One-shot" (7 dicembre 2017)
- "Honey Heist 2: Electric Beargaloo" (10 agosto 2018)
- "Liam's One-shot: The Song of the Lorelei" (31 agosto 2018)
- "Honey Heist 3: Tova's Honeys" (23 novembre 2018)
- "Stephen Colbert's D&D Adventure" (23 maggio 2019)
- "Vox Machina x Mighty Nein" (18 giugno 2021)
- "Guest Battle Royale" (27 gennaio 2022)
- "Dignity: An Adventure with Stephen Colbert" (28 aprile 2022)
- "A Familiar Problem: Sprinkle’s Incredible Journey" (23 giugno 2022)
- "Red Nose Day 2023 One-Shot: Choose Their Adventure… Again!" (28 novembre 2023)
- "Critical Role Foundation Presents: Freaky Thursday" (30 gennaio 2025)

Altre ancora non sono connesse alla campagna né ambientate a Exandria.
Canoniche o meno, non tutte la one-shot di Critical Role condividono il medesimo sistema di gioco, in quanto alcune sono basate su altri sistemi di GDR, inoltre molte delle one-shot sono gli altri membri del cast a vestire i panni del game master (GM) al posto di Mercer. Lo show ha mandato in onda la maggioranza delle sue one-shot durante le pause intercorse tra una campagna e l'altra.
Molte sono inoltre le one-shot fatte per beneficenza o per sponsorizzare i prodotti dei finanziatori del programma come Warner Bros. Interactive Entertainment, Blizzard Entertainment, Chaosium, Bethesda Softworks, Bandai Namco Entertainment, 2K Games, NordVPN, Nintendo, Atlus e Ubisoft, per le quali sono state rispettivamente realizzate one-shot ambientate in La Terra di Mezzo: L'ombra della guerra, Hearthstone, Il Richiamo di Cthulhu, Doom Eternal, Diablo, The Elder Scrolls Online, Elden Ring, Tiny Tina's Wonderlands, The Legend of Zelda: Tears of the Kingdom, Mortal Kombat 1, Persona 5 Tactica e Assassin's Creed Shadows.

## Accoglienza

### Pubblico
La risposta del pubblico alla serie è stata estremamente positiva e molti fan, soprannominati "Critters", hanno omaggiato lo show creando fan art, fanfiction, composizioni musicali ispirate ai personaggi e altri gadget relativi alle varie campagne. I fan inviano anche molti regali per cast e troupe, tradizione che col tempo ha portato alla nascita di episodi tematici chiamati "Critmas" durante i quali tali regali vengono aperti e distribuiti.
Nel gennaio 2016, ciascun episodio dello show aveva totalizzato oltre un milione di minuti di visualizzazioni su Twitch, per un totale di oltre 37 milioni di minuti di visualizzazioni totali, mentre gli episodi pubblicati su YouTube avevano oltre 115 milioni di visualizzazioni. Prima del 2018, le giocate settimanali in diretta avevano circa 30.000 spettatori e ogni episodio riceveva centinaia di migliaia di visualizzazioni e di follow-up su YouTube, inoltre, il canale YouTube di Critical Role, avviato solo nel 2018, aveva oltre 500 milioni di visualizzazioni a settembre 2022. Al momento del lancio del centesimo episodio, il canale aveva accumulato oltre 68 milioni di visualizzazioni complessive, raggiungendo oltre 224 milioni di visualizzazioni a dicembre 2020. A gennaio 2021, il primo episodio della prima campagna aveva raggiunto 15 milioni di visualizzazioni su YouTube.
Nel 2021 Variety ha commentato che «storicamente, il canale Twitch di CR ha attratto 60.000-75.000 spettatori dal vivo per ogni episodio. Secondo Willingham tenendo conto delle riproduzioni on-demand su Twitch e YouTube, il pubblico totale per episodio variava da 1,2 milioni a 1,5 milioni. Anno dopo anno l'audience è cresciuta più del 23% su Twitch e di quasi il 50% su YouTube. Detto questo, Critical Role resta relativamente piccolo rispetto ad altri celebri creator e digital media: ha 818.000 follower su Twitch (gli streamer più popolari della piattaforma ne hanno 4 milioni o più)». Nell'ottobre dello stesso anno, Business Insider ha riportato che il canale ufficiale Twitch della serie aveva 828.000 follower e 13.530 abbonati attivi, mentre il canale ufficiale di YouTube aveva 1,4 milioni di abbonati. Nel maggio 2024, il Washington Post ha riferito che, sulla base dei dati fornitigli da Critical Role Productions «gli spettatori di Critical Role su YouTube sono aumentati del 125% dal 2019, raggiungendo il picco di oltre 188 milioni di visualizzazioni sul canale lo scorso anno».
Il cast di Critical Role partecipa attivamente a convention di fantascienza e fumetti, presenziando con panel e stand di firme sia al San Diego che al New York Comic-Con; tanto che nell'edizione del 2015 di quest'ultimo erano stati resi disponibili presso i rivenditori di cibo degli invontini tematici chiamati "critical rolls".

### Critica
In un articolo di gennaio 2016 Polygon ha descritto Critical Role come uno show "completamente moderno" con un modello di business ancora in via di sviluppo. Nel settembre 2016, Russ Burlingame di ComicBook.com ha evidenziato che lo show ha un "cast stellare" con "un'ottima chimica", commentato come si sia anche «evoluto da un'operazione piuttosto semplice e low-fi nei primi giorni a qualcosa di molto più elaborato e con migliori valori di produzione col passare del tempo». La serie ha inoltre attirato l'attenzione degli editori di Dungeons & Dragons, Wizards of the Coast, che ne hanno discusso a lungo ospitando per ben due volte nel loro podcast ufficiale di D&D i membri del cast Matthew Mercer, Marisha Ray, Liam O'Brien e Laura Bailey nonché l'ex-membro Orion Acaba.
Nel 2020 Andy Wilson di Bleeding Cool da elogiato Critical Role come «Il miglior show che abbia mai visto in tutto l'anno», scrivendo che «Ho detto ripetutamente che Critical Role è il futuro della televisione, e in particolare elogiando la loro risposta al COVID continuando il loro show in modo sicuro così che nessuno si sia ammalato. Voglio fermarmi un attimo qui: nessuno si è ammalato. Sono stati intelligenti, responsabili e al sicuro. [...] Ma ancora più importante è ciò che hanno fatto quest'anno. Sono, settimanalmente, uno degli streamer più visti su Twitch. [...] Hanno dato ai fan qualcosa da guardare con impazienza ogni settimana, un'impresa incredibile data l'infinita monotonia e disperazione della vita in quarantena da distanziamento sociale». Noelle Warner di CBR ha commentato come lo show sia diventato più raffinato dalla prima campagna con il cast che trascorre «molto meno tempo in attività nel gioco che gli spettatori potrebbero considerare noiose da guardare» concentrandosi invece «sulla creazione di momenti narrativi avvincenti tra gli incontri attentamente realizzati da Matt Mercer». Warner ha affermato che «lo show principale in sé è diventato più teatrale che mai, con i membri del cast che pianificano attentamente ogni loro mossa e si appoggiano fortemente all'improvvisazione classica e gioviale della serie, che può essere un'improvvisazione molto curata ma è comunque spontanea» sottolineando che alcuni fan vedono lo show come se avesse perso qualcosa che lo rendeva "magico in primo luogo" passando a una presentazione più "rifinita"; tuttavia, Warner ha visto tale evoluzione in una luce più positiva poiché «ha fatto un lavoro fenomenale nel mantenere la sua voce e la sua visione nel corso degli anni».
Nel novembre 2023 Rebekah Krum di CBR ha evidenziato come l'ambientazione della campagna Exandria sia stata creata da Mercer per la prima campagna e che «sebbene abbiano iniziato utilizzando un pantheon standard di divinità di D&D e Pathfinder, tutti gli altri elementi della costruzione del mondo di Critical Role erano e sono homebrew». Krum ha affermato che al momento della première di Critical Role «la maggior parte delle vere e proprie giocate prodotte professionalmente erano ufficialmente autorizzate o collegate a Wizards of the Coast e ambientate nel preesistente mondo di Dungeons and Dragons, con ambientazioni come Eberron o Forgotten Realms. Basando la serie su un mondo homebrew, Critical Role ha garantito che tutti gli spettatori avessero accesso alle stesse informazioni sulla lore, indipendentemente dal loro livello di esperienza con Dungeons and Dragons». Cheryl Teh di Business Insider ha evidenziato che la terza campagna ha molti richiami alle campagne precedenti, il che è «nostalgia nerd al suo meglio - la profondità della lore di Critical Role in tre campagne è una testimonianza di come stia diventando sostenibile come fenomeno a lungo termine»". Nella sua recensione di Exandria Unlimited per Polygon, Chris King ha commentato che «nonostante il successo commerciale di Critical Role, le critiche allo show sono aumentate nel corso degli anni - primo, che nel cast non c'era abbastanza diversità e secondo, che non c'era veramente un modo semplice per comprendere questo mondo senza ricominciare da capo». King ritiene che la serie non funzioni come porta d'ingresso per nuovi fan (tra il gancio allo show e la durata di ogni episodio), tuttavia ritiene che «Exandria Unlimited è comunque un grande passo nella giusta direzione. [...] Alcuni fan della serie si sono sposati con l'idea che il modo di giocare di Mercer sia l'unico, ma il lavoro svolto qui da Iyengar fa molto per dimostrare che Critical Role non ha sempre bisogno di Mercer a capo del tavolo per avere successo». King ha scritto che «Exandria Unlimited è stato in grado di mantenere ciò che rende Critical Role tanto amato da così tanti fan, portando però nuove voci sul tavolo. [...] Non è un'avventura per i non iniziati ma un'avventura interstiziale piena di lore preesistente, battute su vecchie campagne e nessun punto di partenza chiaro con cui i nuovi fan possono entrare in contatto. Ma è comunque molto divertente».
In un articolo del 2022 l'accademico Jan Švelch esaminando la mediatizzazione del gioco di ruolo da tavolo, ha commentato che: «l'approccio di Critical Role al gioco di ruolo da tavolo è notevolmente tradizionale in termini di una chiara preferenza per il gioco di persona con accessori fisici, ad eccezione dell'uso di D&D Beyond come sostituzione digitale per le schede dei personaggi cartacee. In altre parole, Critical Role promuove e celebra il gioco analogico nonostante la sua forma mediata. Inoltre, lo status ambizioso di Critical Role tra le comunità di gioco di ruolo, esemplificato dal cosiddetto effetto Mercer, non si limita alle capacità di recitazione e narrazione del cast, ma si estende presumibilmente alla sontuosa presentazione del suo tavolo da gioco con accessori realizzati artigianalmente e diorami di battaglia dettagliati. [...] Critical Role sfrutta appieno questa nuova realtà mediatizzata del gioco di ruolo da tavolo e le sue logiche economiche sottostanti, fornendo sia intrattenimento per gli spettatori che un ampio merchandising fisico».

### La rinascita diDungeons & Dragons
Nel 2020, Sarah Whitten della CNBC ha affermato che la rinascita di Dungeons & Dragons è iniziata con l'uscita della nuova quinta edizione nel 2014 che si è intersecata col genere "Let's Play" dei video online: Critical Role ha introdotto "un pubblico completamente nuovo" a Dungeons & Dragons e ha contribuito a "rafforzare la rinascita del gioco di ruolo vecchio di 46 anni". Whitten ha scritto: «Critical Role non è solo una fonte di intrattenimento, insegna alle persone come giocare a Dungeons & Dragons nello stesso modo in cui qualcuno potrebbe guardare una partita di baseball o di football per acquisire una conoscenza di base delle regole e quindi iniziare a giocare». Durante un'intervista col sito web Polygon il designer di D&D Mike Mearls ha commentato lo show dicendo: «come ragazzo che lavora a Dungeons & Dragons è stato davvero fantastico aprire la app di Twitch sul mio iPad e guardare Dungeons & Dragons in prima fila». Critical Role è stato accreditato da VentureBeat come responsabile per aver reso gli spettacoli di gioco di ruolo dal vivo "un genere di intrattenimento a sé", e da allora è diventata una delle più importanti serie di gioco dal vivo.
Uno studio qualitativo del 2020 che esamina la rinascita moderna di Dungeons & Dragons ha affermato che le risposte dei partecipanti hanno evidenziato «l'alto valore di produzione di qualità e la notevole rappresentazione del divertimento sociale e dei tropi fantasy» di Critical Role che «hanno coltivato un crescente interesse per il gioco di D&D che, secondo loro, ha contribuito alla rinascita del gioco». Gli autori hanno commentato che «l'importanza di Critical Role è stata ripetutamente menzionata dai partecipanti rivelando una cultura di convergenza di successo in azione e l'impatto che questa ha avuto nell'attirare più interesse e giocatori verso D&D. [...] La progressione di Critical Role da gioco da tavolo casalingo, a trasmissione in diretta, a serie animata in partnership coi mass media, a guida alla campagna canonica, esemplifica l'impatto prolifico che la cultura di convergenza ha avuto sulla rinascita e sulla popolarità moderne di D&D».
Tuttavia, i critici hanno anche evidenziato l'impatto dell'"effetto Matt Mercer" su Dungeons & Dragons. Così chiamato in onore del Dungeon Master di Critical Role, Matthew Mercer, l'effetto Mercer è convinzione che tutti i giocatori di TTRPG/DnD si aspettino un'esperienza con le stesse qualità narrative, immersive e di gioco di Critical Role. Luke Winkie di Slate ha commentato: «In un mondo in cui le abilità di Mercer sono esposte al pubblico, sono naturalmente diventate qualcosa a cui aspirare. Il problema è che lui e il resto del suo gruppo di giocatori estremamente artistici sono professionisti di fama mondiale. Critical Role è un lavoro, e un gruppo di dilettanti casuali del sabato sera uniti nel nome di Dungeons & Dragons, l'incarnazione più pura dell'hobby, difficilmente eclisserà ciò di cui Critical Role è capace in studio. È uno strano paradosso: il volto di Dungeons & Dragons non necessariamente offre una versione di Dungeons & Dragons che puoi sperimentare a casa. Mercer sarebbe il primo a concordare».
Mercer ha risposto numerose volte a chi chiedeva come "sconfiggere" questo effetto e ai critici che citano Critical Role come creatore di standard irraggiungibili nell'hobby. In un messaggio alla community ha scritto: «ogni tavolo [da gioco] è diverso, e dovrebbe esserlo! Se vogliono solo "copiare" quello che facciamo noi, non è molto creativo né ciò che rende il gioco magico al tavolo».

### Controversie

#### L'abbandono di Orion Acaba
Orion Acaba ha abbandonato Critical Role nel 2015. Emily Duncan di Tor.com ha dichiarato che l'opinione popolare sia iniziare la prima campagna dall'episodio 24, dopo l'abbandono di Acaba, in quanto «tutti al tavolo sono più a loro agio e l'energia del gruppo è più vibrante dopo l'allontanamento di un giocatore che aveva creato qualche tensione all'interno dei primi due archi». Nel suo libro Roleplaying Games in the Digital Age: Essays on Transmedia Storytelling, Tabletop RPGs and Fandom (2021), Emily Friedman ha scritto: «mentre le dichiarazioni pubbliche da tutti erano civili e cordiali, la speculazione dei fan era così dilagante che la pagina Reddit di Critical Role [...] ha un'intera sezione FAQ su ciò che può e non può essere discusso riguardo ad Acaba e al suo personaggio Tiberius Stormwind [...]. Acaba ha tentato di condurre una serie spinoff indipendente incentrata sul paese natale del personaggio, Draconia, ma lo show ha avuto solo una manciata di episodi prima di finire. Acaba ha corteggiato gli appelli dei fan per riportare in vita il suo personaggio (e quindi se stesso), ma nessuno ha avuto successo. Al momento della stesura di questo articolo, quasi tutti gli episodi dello spinoff sono stati eliminati da YouTube [...]. La fanbase dello show è aumentata in modo significativo nei mesi successivi alla partenza di Acaba [...]. Di conseguenza, vari spettatori hanno un'esperienza diversa in merito a "per quanto tempo" Tiberius ha fatto parte di Critical Role».
In un saggio nel libro Watch Us Roll (2021) Shelly Jones ha anche evidenziato la reazione dei fan (comprese le FAQ di Reddit) in merito alla partenza di Acaba e "l'associato conflitto esterno" del cast riguardo alla sua partenza (tra cui "Tweet di malcontento cancellati" e un "disagevole AskMeAnything [AMA] su Reddit"). Jones ha anche commentato che il fandom di Critical Role ha appreso un "comportamento di cancellazione sotto le spoglie di mantenimento di un atteggiamento positivo" dallo stesso show. Le FAQ del Kickstarter per La leggenda di Vox Machina precisavano che Tiberius non sarebbe apparso nello show; in merito a ciò Jones ha scritto: «sebbene possano esserci molteplici ragioni per questa esclusione, il risultato è lo stesso: la definitiva distorsione della narrazione di Critical Role». Cori McCreery di WWAC ha evidenziato l'apparizione di Tiberius nel secondo volume del fumetto prequel scrivendo: «parte della bellezza degli adattamenti è che puoi cambiare le cose che non si adattano più alla storia che vuoi raccontare. il team di Critical Role ha discusso con l'attore che interpretava Tiberius, e il personaggio ha finito per lasciare il gioco abbastanza presto nello stream, lasciando una sorta di enigma riguardo agli adattamenti come questo e al futuro cartone animato. [...] Quindi, anche se non so se stanno escludendo il personaggio dai fumetti prima che lasciasse il gioco, so che non hanno intenzione di usarlo nella serie animata, nonostante sia presente per alcune delle avventure narratevi. Sarebbe perfetto se questo adattamento si prendesse una pagina dal mezzo di cui fa parte e fornisse a tutti un retcon sul passato del gruppo».

#### Feast of Legends/ Wendy's
Nel 2019 uno one-shot di Critical Role è stato sponsorizzato da Wendy's per promuovere il GDR Feast of Legends sviluppato dalla compagnia. tuttavia, a seguito di una forte reazione negativa dei fan allo sponsor il team di Critical Role ha eliminato il VOD e annunciato di Twitter di aver donato tutti i profitti della sponsorizzazione del one-shot all'organizzazione Farm Worker Justice. Nel 2021, il libro The Routledge Handbook of Remix Studies and Digital Humanities parlando dello one-shot di Feast of Legends dichiarò: «né il gioco in sé né la qualità della performance di Critical Role erano davvero in discussione [...]. L'accettazione del sostegno finanziario di Wendy's è stata letta da alcuni fan come una tacita accettazione delle posizioni politiche detenute dalla compagnia. [... ] Portare Critical Role in contatto con Wendy's non è stato solo portare doppiatori professionisti a Freshtovia, ma sono state anche introdotte tutta una serie di questioni politiche. Lo staff di Critical Role ha cancellato quasi tutte le prove del video dai loro feed e record ufficiali. La comunità è stata notevolmente scossa dal mashup, non di D&D e fast food, ma di escapismo e politica». Jones ha commentato che la decisione di rimuovere l'episodio di Feast of Legends è stata presumibilmente presa dal «team di sviluppo dello show per motivi di branding e di controllo delle critiche circolanti riguardo all'esperimento fallito». Jones ha inoltre sottolineato che la wiki gestita dai fan ha seguito tale esempio rimuovendo l'episodio anche da lì e che facendolo «cancellano qualsiasi prova di negatività nel tentativo di proteggere il loro oggetto d'ammirazione».

## Riconoscimenti
Segue la lista completa dei premi vinti e delle nomination ricevute. 
- 2016 - Streamy Awards
  - Candidato - Gaming[171]
- 2018 - Streamy Awards
  - Candidato - Live Streamer[172]
- 2019 - Webby Awards
  - Serie video & canali – giochi[24]
- 2019 - Shorty Awards
  - Candidato - Giochi[173]
  - Premio onorario[173]
- 2021 - Shorty Awards
  - Candidato - Giochi[174]
- 2022 - Streamer Awards
  - Candidato - Miglior Streamer di Giochi di Ruolo[175]
- 2022 - Shorty Impact Awards
  - Miglior Influencer e Partnership con Celebrità[176]
  - Migliore campagna di raccolta fondi[176]

## Beneficenza
Il 15 ottobre 2016, l'episodio realizzato in collaborazione con l'ente di raccolta fondi Extra Life durante la trasmissione ha raccolto $20.000 per il Children's Miracle Network Hospitals. Tale episodio di beneficenza prevedeva una performance del gruppo dei Critical Rejects e di tre membri del cast dello show: Liam O'Brien, Marisha Ray e Orion Acaba.
Nel corso dei vari episodi dello show gli spettatori sono puntualmente invitati a donare denaro alla no-profit di supporto agli studenti 826LA, tali proventi vengono in seguito versati in soluzione unica all'ente. Gli importi e i messaggi delle donazioni vengono visualizzati in diretta sullo stream e negli episodi precedenti, alla fine di ogni sessione viene inoltre letto un elenco di donatori. Durante la raccolta fondi Extra Life del 2015 di Geek & Sundry, è stato trasmesso uno speciale episodio interattivo che, da solo, ha portato a Children's Miracle Network oltre $20.000 mentre l'evento in complessiva ha raccolto oltre $76.000. Alla fine di novembre 2015, il canale Twitch di Geek & Sundry ha organizzato una speciale raccolta fondi per Medici senza frontiere e, durante le sole due ore di trasmissione di Critical Role è stata raccolta quasi la metà della cifra prefissa di $10.000. Nel dicembre 2015, su Geek & Sundry è stato pubblicato un articolo scritto dal cast, "Critter's Guide to Critmas", in risposta alla marea di regali che stavano ricevendo dai fan, dove chiedevano loro di donare invece una serie di enti di beneficenza, ognuno sponsorizzati ciascuno da un differente membro del cast.
Nella primavera del 2018, lo show ha organizzato una campagna di beneficenza per 826LA che ha portato i membri della loro community a donare oltre $50.000, importo poi raddoppiato da una donazione corrispondente ad opera di un generoso fan. L'iniziativa ha portato allo sblocco di vari premi per la community, come codici sconto per D&D Beyond e Wyrmwood Gaming, una seconda "Fireside Chat" con Mercer e una seconda one-shot "Honey Heist" gestita da Ray.

### Critical Role Foundation
Nel settembre 2020 Critical Role Productions ha lanciato una nuova organizzazione senza scopo di lucro 501(c)(3), la Critical Role Foundation, la cui missione è: "Lasciare il mondo migliore di come l'abbiamo trovato". CBR ha dichiarato che «Critical Role Foundation collaborerà con altre organizzazioni del settore no profit che condividono gli stessi valori di Critical Role e della sua community, oltre a raccogliere fondi di soccorso emergenziali da destinare ad aiuti umanitari immediati a seconda della necessità. La sua partnership inaugurale sarà con il First Nations Development Institute, che cerca di rafforzare le economie e le comunità dei nativi americani. La CRF mira a raccogliere 50.000 dollari per le First Nations, che finanzieranno il Native Youth & Culture Fund per due iniziative nel corso di un unico anno». La carica di presidente della Critical Role Foundation è rivestita da Ashley Johnson.

## Opere correlate

### Libri
- Sono stati pubblicati tre artbook ufficiali della campagna di Critical Role:
  - The Chronicles of Exandria Vol. I: The Tale of Vox Machina, del novembre 2017, tratto dalla prima campagna.[181]
  - The Chronicles of Exandria Vol. II: The Tale of Vox Machina, sequel del primo pubblicato nel novembre 2018.[182][183]
  - The Chronicles of Exandria: The Mighty Nein, edito il 31 marzo 2020 e incentrato sulla seconda campagna.[184][185]
  - The Chronicles of Exandria: The Mighty Nein Part Two, sequel del terzo, è uscito a novembre 2024.[186]
- Il libro da tavolino da caffè di Liz Marsham The World of Critical Role: The History Behind the Epic Fantasy è stato pubblicato il 20 ottobre 2020.[187]
- Il 30 novembre 2021 Marieke Nijkamp ha pubblicato un romanzo prequel della prima campagna, Critical Role: Vox Machina – Kith & Kin, edito dalla Penguin Random House ed è basato sui trascorsi dei gemelli Vex’ahlia e Vax’ildan nonché sulle vicende accadutegli tre anni prima di unirsi ai Vox Machina.[188][189][190]
- Il romanzo Critical Role: The Mighty Nein – The Nine Eyes of Lucien, scritto da Madeleine Roux e pubblicato il 1º novembre 2022 narra il passato del personaggio di Lucien, di come sia diventato un cacciatore del sangue e del ritrovamento del libro che lo ha reso un Nonagon.[191][192][193]
- il romanzo prequel della terza campagna Critical Role: Bells Hells – What Doesn't Break di Cassandra Khaw, pubblicato l'8 ottobre 2024 narrra il peregrinaggio di Laudna da Whitestone al continente di Marquet.[194][195]

### Fumetti
- Da novembre a dicembre 2015 Geek & Sundry ha pubblicato settimanalmente dei webcomic da sei pagine sul mondo di Critical Role.[196]
- Il fumetto prequel della prima campagna Critical Role: Vox Machina Origins è stato pubblicato da Dark Horse Comics in tre volumi a partire dal 20 settembre 2021.[19][20]
- Dal 20 ottobre 2021 al 9 febbraio 2022 Dark Horse ha pubblicato una miniserie di quattro numeri inticolata Critical Role: The Tales of Exandria, scritta in collaborazione con Mercer.[197][198]
- Critical Role: The Mighty Nein Origins sono una serie di graphic novel incentrate sul background di ciascuno dei protagonisti della seconda campagna e pubblicate a partire da novembre 2020.[199][200]
- Una serie di graphic novel prequel della serie animata, The Legend of Vox Machina: Whitestone Chronicles, sono state pubblicate da Dark Horse Comics a partire da novembre 2024.[201][202]

### Televisione
- La serie d'animazione La leggenda di Vox Machina, nata grazie a un Kickstarter originariamente volto alla realizzazione di un cortometraggio, successivamente evolutasi grazie alla cifra raccolta[33] ed acquistata da Amazon Prime Video per i diritti dello streaming[35] ha debuttato il 28 gennaio 2022.
- Una seconda serie animata, Mighty Nein, sempre distribuita da Amazon Prime Video, è stata annunciata a gennaio 2023.[203][204]

### Videogiochi
- Il videogioco di ruolo di Obsidian Pillars of Eternity II: Deadfire presenta un DLC gratuito contenente alcuni personaggi della prima campagna di Critical Role doppiati dal cast originale.[205][206]
- I personaggi di Arkhan the Cruel e Spurt the Kobold sono presenti tra i giocabili nel gioco incrementale di D&D Idle Champions of the Forgotten Realms.[207]
- Among Us ha distribuito oggetti ispirati a tutte e tre le campagne come parte del suo evento del 2024 Gilmore's Curious Cosmicube.[208]
- Un videogioco di Critical Role è attualmente in fase di sviluppo.[209]

### Merchandising
Dallo show sono inoltre stati tratti quattro giochi di carte prodotti da Darrington Press, numerose Funko Pop!, delle action figure in edizione limitata della McFarlane Toys, delle miniature realizzate sia da Steamforged Games (SFG) che da WizKids, tre set di campagne ufficiali precostruite - Critical Role: Tal'Dorei Campaign Setting, Tal'Dorei Campaign Setting Reborn e Explorer's Guide to Wildemount -, due moduli di gioco, due puzzle da 1000 pezzi e un Munchkin tematico.